# Jean Victor Audouin
Jean Victor Audouin ou mais comum Victor Audouin (Paris, 27 de abril de 1797 – Paris, 9 de novembro de 1841) foi um naturalista, entomologista, ornitólogo e médico francês.

## Biografia
Apesar de seus pais destinarem-no ao estudo de direito, apaixonou-se pela história natural. Estudou medicina e obteve seu título de doutor em 1826. Em 1823, nomeado bibliotecário do Instituto. Em 1824, tornou-se assistente de  Pierre André Latreille (1762-1833) então professor de entomologia do Museu Nacional de História Natural de Paris.  Audouin assumiu o posto de Latreille em 1833 e permaneceu nesta função até a sua morte. Em 1838, tornou-se membro da Academia das ciências da França  ( departamento de economia rural). 
Percorreu, de 1826 a 1829, com Henri Milne-Edwards (1800-1885) as costas da Normandia e da Bretanha, publicando em 1832 o fruto das suas observações sob o título  Histoire naturelle du littoral de la France. 
Sua obra principal, histoire des insectes nuisibles à la vigne et particulièrement de la Pyrale ( 1837, 1842), foi concluida após a sua morte por Henri Milne-Edwards (1800-1885) e por   Émile Blanchard (1819-1900). Audouin publicou numerosos artigos nos Annales des sciences naturelles, publicação que fundou com Adolphe Brongniart (1801-1876) e Jean-Baptiste Dumas (1800-1884), em 1824. Audouin também criou a  Sociedade Entomológica da França (1832) pronunciando, em nome da Sociedade entomológica, um discursos no enterro de Latreille no dia 8 de fevereiro de 1833.
Audouin também contribuiu em outros ramos da história natural. É co-autor do  Dictionnaire classique d'histoire naturelle ( 1822) e colaborou com com Milne-Edwards no estudo dos animais marinhos das costas francesas. Além disso,  colaborou com a parte de ornitologia da  Description de l'Égypte de Jules-César Savigny ( 1826); fez observações sobres os crustáceos  ( 1828) e sobre a  muscardina, uma doença que acomete os bichos-da-seda ( 1836). 
O nome de uma ave foi-lhe dedicado com seu nome, gaivota de Audouin (Larus audouinii), por  Charles Payraudeau (1798-1865) em 1826.

## Obras
- Histoire des insectes nuisibles à la vigne et particulièrement de la Pyrale qui dévaste les vignobles des départements de la Côte-d'Or, de Saône-et-Loire, du Rhône, de l'Hérault, des Pyrénées-Orientales, de la Haute-Garonne, de la Charente-Inférieure, de la Marne et de Seine-et-Oise, avec l'indication des moyens qu'on doit employer pour la combattre… Paris, Fortin, Masson, 1842
- Traité élémentaire d'entomologie. Mairet & Fournier, Paris 1842.
- Notice sur les recherches d'entomologie agricole. Paris 1838.
- Les insectes. Fortin & Masson, Paris 1836–49.
- Hemipteres. Paris 1835.
- Histoire naturelle des insectes. Pillot, Paris 1834–37.
- Notice sur ses travaur. Paris 1833.
- Recherches pour servir à l'histoire naturelle du littoral de la France. Crochard, Paris 1832–34.
- Résumé d'Entomologie. Bachelier, Paris 1828/29.
- Recherches anatomiques et physiologiques sur la circulation dans les crustacés. Thuau, Paris 1827.
- Prodrome d'une histoire naturelle, chimique, pharmaceutique, et médicale des cantharides. Paris 1826.
- Dictionnaire classique d'histoire naturelle. Rey, Paris 1822–30.